# Wojciech Kejne
Wojciech Kejne (ur. 1949) – polski artysta i przedsiębiorca, autor tekstów satyrycznych, patriotycznych i religijnych. 

## Życiorys
W latach 80. zatrudniony  jako specjalista ds. zarządzania i kadr w przedsiębiorstwie "Prozamet". W 1990 rozpoczął współpracę z "Kabaretem Olgi Lipińskiej" jako autor tekstów piosenek, do których muzykę układał Włodzimierz Korcz. Spod jego pióra wyszły takie utwory jak "Systemowi cześć", "A Balcerowicz wyciął nam numer...", "Jeśli nie my no to kto", "Bo po co nam elita?", "Obalimy rząd". Współpracę z Włodzimierzem Korczem kontynuował również po roztsaniu się z Kabaretem w 1991 m.in. jako autor tekstów do muzyki patriotycznej i religijnej. Współpracował z zespołem "Gawęda", pisywał piosenki do polskich filmów, m.in. "Powtórki", spektakli teatralnych, a także repertuaru polskich artystów, m.in. Michała Bajora lub Alicji Majewskiej. Jest autorem inskrypcji "Biegliśmy, lecz śmierć miewała bliżej, gdy szła od współziomków", zamieszczonej na warszawskim pomniku ofiarom ludobójstwa na Wołyniu w 1943, zaczerpniętej z jego wiersza na temat tragedii wołyńskiej. 
Od 2004 jest prezesem zarządu firmy PROZEMAK PROJEKT SP. Z O.O., WARSZAWA.